# Michał Jorkasch-Koch
Michał Jorkasch-Koch (ur. 1859, zm. 19 października 1925 we Lwowie) – c. k. urzędnik skarbowy.

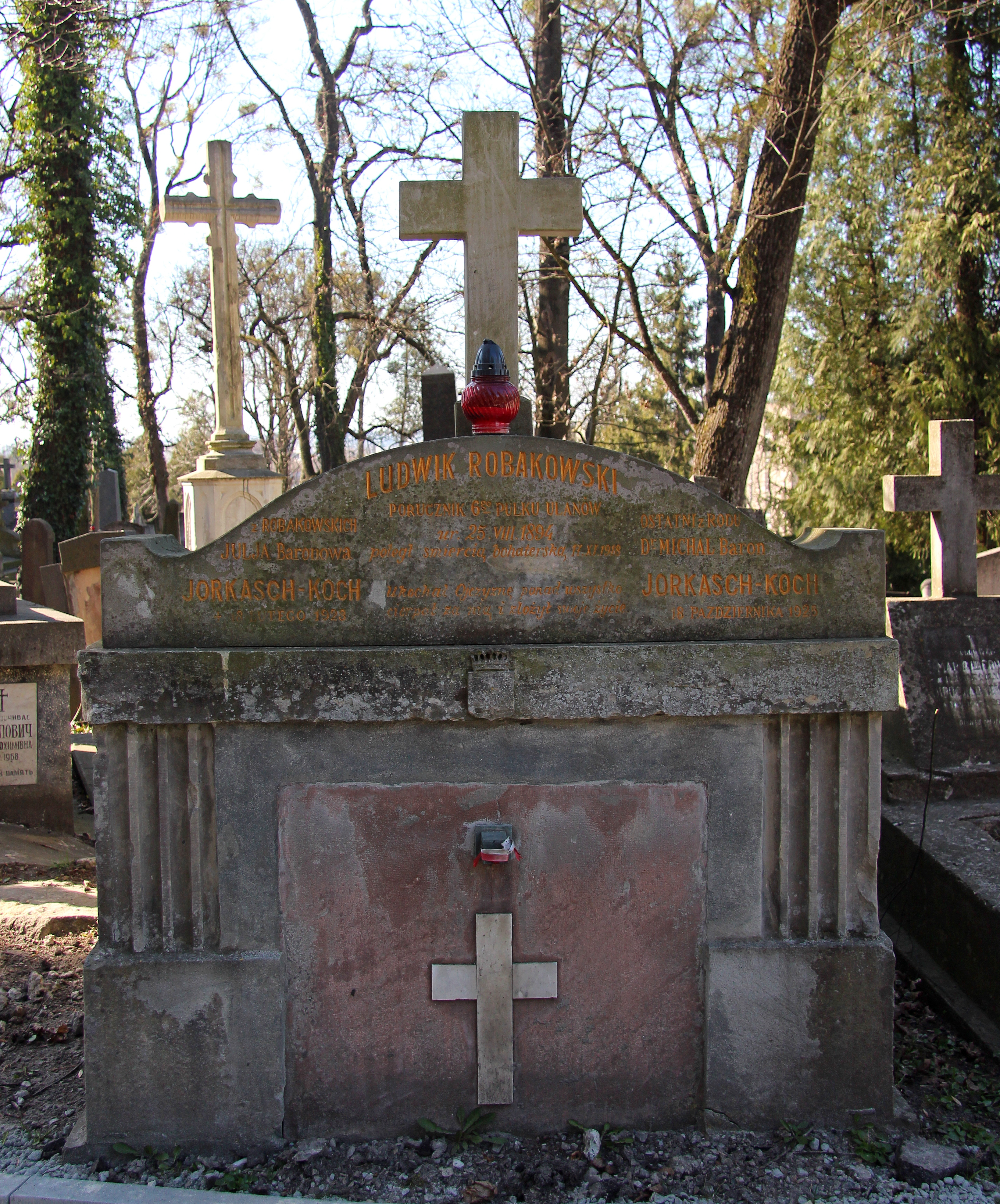
Grobowiec Michała Jorkascha-Kocha

## Życiorys
Urodził się w 1859 w rodzinie Jorkasch-Koch, będącej pochodzenia niemieckiego, osiadłej w Galicji, której członkowie poczuwali się Polakami. Jego rodzicami byli Adolf (1823–1902), urzędnik skarbowy i Joanna z domu Kulczycka, a rodzeństwem Franciszka (żona Juliusza Bernaczka, radcy dworu w Najwyższym Trybunale w Wiedniu), Adolf (1848–1909), także urzędnik skarbowy, minister, August (c. k. urzędnik). Legitymował się tytułem barona.
Ukończył studia prawnicze uzyskując stopień doktora praw. W okresie zaboru austriackiego w ramach autonomii galicyjskiej wstąpił do c. k. państwowej służby cywilnej 31 lipca 1881. W 1882 był koncypientem w C. K. Prokuratorii Skarbowej we Lwowie. W 1888 był nadkomisarzem  w c. k. powiatowej dyrekcji skarbu w Sanoku. Później pracował w dyrekcji okręgu skarbowego przy c. k. starostwie powiatu sanockiego, gdzie był nadkomisarzem (1889, 1890), następnie był tamże starszym komisarzem (1891, 1892), a od ok. 1893 do ok. 1899 sprawował stanowisko dyrektora (jego następcą był Władysław Bialikiewicz). Równolegle w tym okresie był asesorem w C. K. Sądzie Powiatowym dla dochodów skarbowych w Sanoku, po czym od ok. 1893 do ok. 1899 pełnił stanowisko przewodniczącego c. k. sądu powiatowego dla spraw dochodów skarbowych w Sanoku. Od 6 czerwca 1910 pracował w V klasie rangi. Otrzymał tytuł c. k. radcy dworu. W randze c. k. radcy dworu sprawował stanowisko dyrektora dyrekcji okręgu skarbowego we Lwowie. Równolegle pełnił wówczas funkcję przewodniczącego sądu okręgowego w sprawach skarbowych we Lwowie. Ponadto w 1918 pełnił funkcję przewodniczącego c. k. sądu powiatowego dla spraw dochodów skarbowych we Lwowie.
Był członkiem sanockiego biura powiatowego Stowarzyszenia Czerwonego Krzyża mężczyzn i dam w Galicji. 19 stycznia 1895 został wybrany członkiem wydziału oddziału Towarzystwa Prawniczego w Sanoku. Był członkiem i działaczem sanockiego gniazda Polskiego Towarzystwa Gimnastycznego „Sokół” (lata 90.), członkiem sądu honorowego tegoż. Został prezesem Sanockiego Klubu Sportowego, korzystającego z powstałego w 1897 wielofunkcyjnego boiska sportowego, założonego w podsanockim gaju „Sędziówka” na obszarze Dąbrówki Polskiej (teren przeznaczyła Józefa Rylska). W listopadzie 1895 został wybrany członkiem wydziału Towarzystwa Kasyna w Sanoku. W połowie 1911 był jednym z inicjatorów zawiązania w Paryżu towarzystwa akcyjnego „Banque Franco-Galizienne, societe anonyme” (ponadto także m.in. prof. Józef Siemiradzki).
Po wybuchu I wojny światowej od 31 sierpnia 1914 przebywał w Wiedniu przy Florianigasse 58. Żył tam z żoną. Po odzyskaniu przez Polskę niepodległości w latach 20. II Rzeczypospolitej do 1925 był członkiem rady zawiadowczej spółki akcyjnej Pierwsze Galicyjskiej Towarzystwo Akcyjne Fabryki i Rafinerii Spirytusu we Lwowie na Bogdanówce (była Rafineria Spirytusu i Fabryka Likierów Jana Mikolascha na Bogdanówce). Zamieszkiwał przy ulicy Podwale 3 we Lwowie. Jego żoną była Julia z Robakowskich (zm. 18 lutego 1923), podczas pobytu w Sanoku należała do Macierzy Szkolnej dla Księstwa Cieszyńskiego oraz działała w sanockim kole Towarzystwa Szkoły Ludowej.
Zmarł 19 października 1925. Został pochowany na Cmentarzu Łyczakowskim we Lwowie.

## Ordery i odznaczenia
- Krzyż Wojenny za Zasługi Cywilne II klasy (Austro-Węgry)[9]
- Medal Jubileuszowy Pamiątkowy dla Cywilnych Funkcjonariuszów Państwowych (Austro-Węgry)[1][9]
- Krzyż Jubileuszowy dla Cywilnych Funkcjonariuszów Państwowych (Austro-Węgry)[1][9]